# گراندس ژوراس
گراندس ژوراس (به ایتالیایی: Grandes Jorasses) یک کوه در ایتالیا است که در اوت سووآ واقع شده‌است. گراندس ژوراس ۴٬۲۰۸ متر بالاتر از سطح دریا واقع شده‌است.